# Belén Chavanne
Belén Chavanne (Buenos Aires, 27 de julio de 1991) es una actriz, modelo y presentadora argentina.

## Carrera profesional
En 2007, fue conductora del ciclo Los 10 más pedidos, en la pantalla de MTV.
En 2009 debutó como actriz de televisión en la tira juvenil Champs 12, protagonizada por Liz Solari, y en 2010 interpretó a Nina en la cuarta temporada de Casi ángeles, protagonizada por Peter Lanzani, Lali Espósito, Gastón Dalmau, María Eugenia Suárez y Nicolás Riera. Entre el 2013 y 2014 participó de distintos episodios de televisión en ficciones como Los vecinos en guerra y la miniserie Las 13 esposas de Wilson Fernández, entre otras.
Su carrera en el cine empezó con la película 5.5.5 (2012)  y luego se extendió a películas como El ciudadano ilustre (2016), película seleccionada para representar a Argentina en la categoría de Mejor película de habla no inglesa de la 89.ª edición de los Premios Óscar en la que interpretó a Julia; o Hipersomnia (2017).
Entre sus últimos trabajos en series de televisión, se destacan la miniserie Ahí Afuera (2017) para Canal+, El Lobista (2018) para TNT y Canal 13, Psiconautas (2018) para TBS y Netflix, y la miniserie Monzón (2019) para Space.
En moda, participó en varias campañas para marcas internacionales, destacando la campaña mundial del perfume "Chance" de Chanel, dirigida por Eva Michon en Venecia.
Amiga de la casa en Chanel, está presente en varias de sus primeras filas en el Grand Palais y es acompañada por la marca en distintos eventos y festivales internacionales.

## Filmografía

### Cine
| Año  | Título                 | Papel                   | Notas        |
| ---- | ---------------------- | ----------------------- | ------------ |
| 2012 | 5.5.5                  | Amnis                   |              |
| 2014 | Ball Boy               | Deb                     | Cortometraje |
| 2016 | El ciudadano ilustre   | Julia                   |              |
| 2016 | Resentimental          | Elena Díaz              |              |
| 2017 | Hipersomnia            | María                   |              |
| 2018 | Mala vida              | Lola Mad Crampi / Heidi |              |
| 2021 | Vernos                 | Ella                    | Cortometraje |
| 2025 | Mensaje en una botella | Ana                     |              |

### Televisión
| Año  | Título                               | Papel                    | Notas                             |
| ---- | ------------------------------------ | ------------------------ | --------------------------------- |
| 2007 | Los 10+ pedidos                      | Conductora               |                                   |
| 2009 | Champs 12                            | María Ximena «Maxi» Ríos |                                   |
| 2010 | Casi ángeles                         | Gianina «Nina» Inchausti |                                   |
| 2013 | Los vecinos en guerra                | Ivana Barreiro (joven)   |                                   |
| 2014 | Las 13 esposas de Wilson Fernández   | Irene                    |                                   |
| 2014 | Escuela nocturna                     | Florencia                |                                   |
| 2014 | Señores papis                        | Pía                      |                                   |
| 2016 | Ahí afuera                           | Helena                   |                                   |
| 2018 | Psiconautas                          | Rita Cañas               | Episodio: «El motín»              |
| 2018 | El lobista                           | Reina                    | Episodio: «El ojo que todo lo ve» |
| 2018 | Morir de amor                        | Lucila                   |                                   |
| 2019 | Monzón                               | Leticia Bianchi          |                                   |
| 2020 | Post mortem                          | Rita Covini              |                                   |
| 2023 | Argentina, tierra de amor y venganza | Luján Machado            |                                   |
| 2023 | El jardín de bronce                  | Manuela Kreuzer          |                                   |
| 2023 | Nada                                 | Paloma                   |                                   |

### Web
| Año  | Título          | Papel          | Notas      |
| ---- | --------------- | -------------- | ---------- |
| 2017 | Kaselman e hijo | Liliana «Lili» | Episodio 5 |

## Teatro
| Año  | Título       | Papel                    | Lugar           |
| ---- | ------------ | ------------------------ | --------------- |
| 2010 | Casi ángeles | Gianina «Nina» Inchausti | Teatro Gran Rex |